# Пропаганда в КНДР
Пропаганда в КНДР — комплекс мер, широко базирующихся на идеологии Чучхе для продвижения политической линии, проводимой Трудовой партией Кореи. Пропаганда в КНДР носит повсеместный характер.

## Темы

### Культ личности

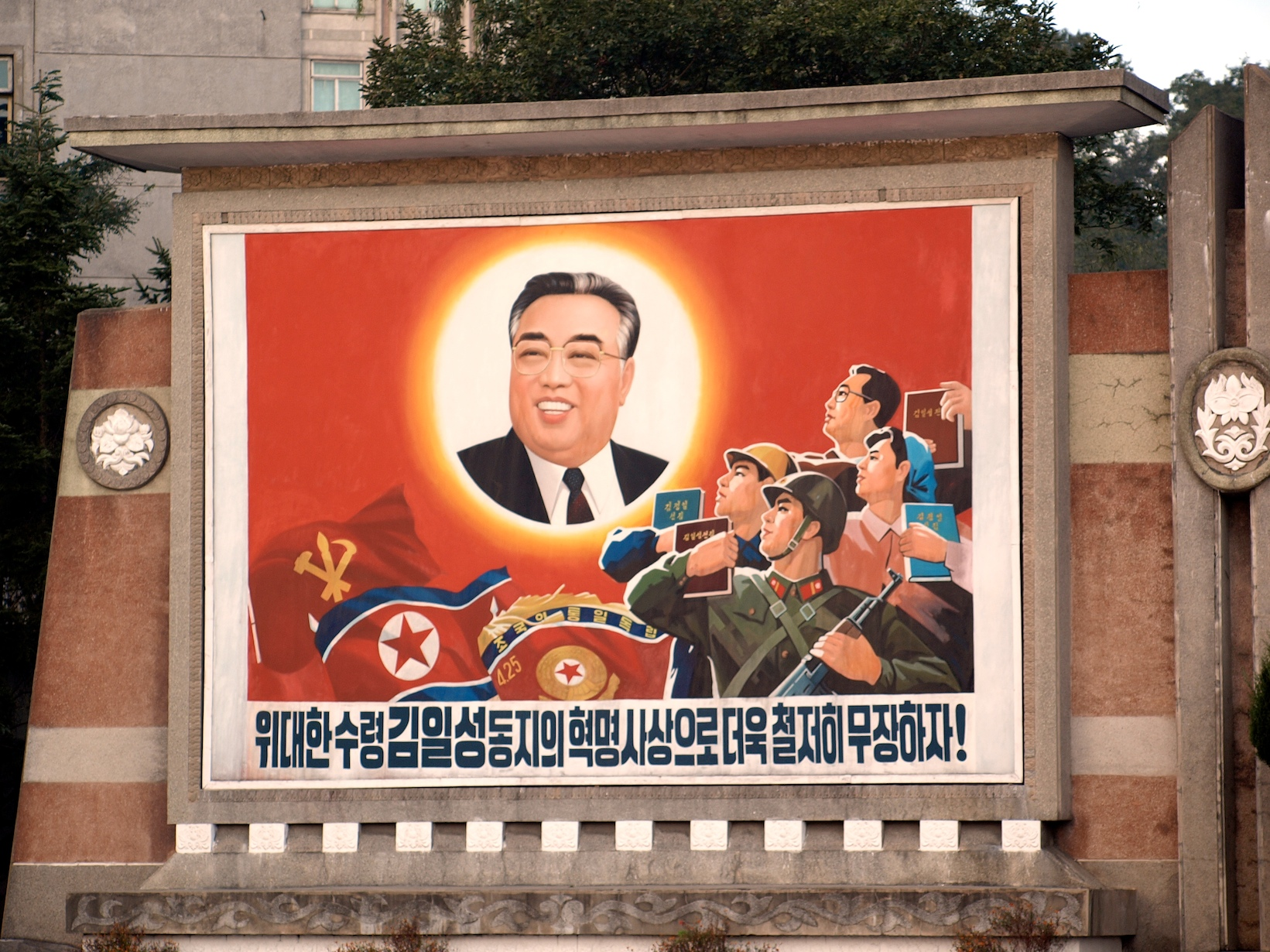
Панно с изображением Ким Ир Сена снаружи гостиницы в КНДР.

В предыдущие десятилетия северокорейская пропаганда концентрировалась на формировании и продвижения культа личности основателя КНДР — Ким Ир Сена. СССР оказывал помощь Ким Ир Сену в борьбе с японскими оккупантами. Пропаганда в КНДР утверждает, что Ким Ир Сен вёл партизанскую борьбу с японскими оккупантами, укрываясь временами на секретной базе, но в реальности этой базой была обычная советская деревня, в которой он жил. Как только отношения с СССР прервались, их роль в истории КНДР была скорректирована: было заявлено, что Ким Ир Сен был основателем Трудовой партии Кореи. Тема Корейской войны имеет своеобразный характер: она предстаёт как Великая победа, где солдаты воевали на фронте, будучи вдохновлённые самим Ким Ир Сеном. Позже появилось много историй о том, как Ким Ир Сен руководил «на месте» в разных регионах страны. Ким Ир Сен принимал активное участие по реализации многих проектов (от малых до великих), где он непосредственно руководил на месте.
В дальнейшем пропаганда в КНДР стала прославлять имя сына Ким Ир Сена — Ким Чен Ира.
Сейчас усиленно пропагандируется «Молодой генерал» Ким Чен Ын, который занял пост высшего руководителя КНДР после смерти своего отца Ким Чен Ира в декабре 2011 года.

### Внешняя политика
Более ранняя пропаганда (особенно в 1940-х годах) освещала советско-корейские отношения в самом позитивном ключе, часто представляя русских корейцам как братский народ. Через некоторое время такой стиль пропаганды был скорректирован и не применялся на деле. В КНДР распад СССР подаётся как результат ухода от истинного социалистического пути развития (отклонение от идей марксизма-ленинизма).
Американцы изображаются особенно негативно. Они представляются как злая нация, с которой возможны только враждебные отношения. В теме Корейской войны часто используются материалы, демонстрирующие злодеяния американцев.
Японцы времён оккупации Кореи часто изображаются как жадные и крайне опасные.
Дружественные нации изображаются почти как зависимые. Американский журналист Кристофер Хитченс показывает в своём эссе A Nation of Racist Dwarfs, что пропаганда, очевидно, носит националистический характер:

«Северокорейских женщин, которые вернулись беременными из Китая — главного союзника КНДР, — вынуждают делать аборты. На плакатах все японцы изображаются как варвары, а американцы имеют карикатурный вид монстров с крючковатыми носами».

#### Южная Корея
Первоначально пропаганда в КНДР изображала Южную Корею как опустошённую землю, где американцы расстреливают корейских детей. Но в 1990-х годах в КНДР поступало слишком много информации о гораздо более высоком уровне жизни Южной Кореи, которую даже признавала сама пропаганда. Такая линия поведения в отношении Южной Кореи не помешала стремлению КНДР к воссоединению.
Для создания мирной атмосферы перед намеченной на 27 апреля 2018 года встречи президента Южной Кореи Мун Чжэ Ина и северокорейского лидера Ким Чен Ына южнокорейские власти с понедельника, 23 апреля, прекратили пропаганду на границе с КНДР.

### Национальная гордость
Пропаганда в КНДР часто говорит корейцам, что они имеют мистические связи с природной красотой пейзажей, так как являются чистой нацией (доля корейцев в этническом составе КНДР составляет 99 %). Белый цвет часто является символом этой чистоты, как, например, в картине «Отечественная Освободительная война» (или Корейская война), которая изображает партизанок в белых кофтах, несмотря на то, что в этом случае враги могли бы легко обнаружить и атаковать их.
В отличие от изображений сталинской эпохи, где люди закаляли и готовили себя интеллектуально, чтобы вырасти и стать пригодными для строительства коммунизма, в северокорейской литературе обычный образ исходит от непринуждённого достоинства, которое восстаёт против интеллектуализма, но по природе делает то, что правильно.
В рассказах корейские персонажи имеют незначительные недостатки, которые легко исправимы из-за их неотъемлемо чистой природы, что привело к нехватке конфликта и слабой активности в литературных сюжетах.
Южная Корея часто изображается как место, где чистота корейской нации находится под угрозой.

### Армия на первом месте
Под руководством Ким Чен Ира в КНДР стала проводиться политика «Армия на первом месте», которая называется Сонгун. Эта идеология охватила все стороны северокорейского общества. Пропаганда возвела Корейскую Народную Армию в авангард. От жителей КНДР идеология требует беспрекословно следовать ей.

### Преданность государству
В пропагандистской литературе любовные романы нередко изображаются как существующие исключительно благодаря «идеологически адекватной» модели поведения человека. Например, красивая женщина может оказаться непривлекательной для мужчины, пока он не узнает, что она добровольно трудится на благо государства, к примеру, на ферме.

### Нехватка продовольствия
Голод, произошедший в КНДР в начале 1990-х годов, был признан пропагандой, но освещался как «нехватка продовольствия» из-за плохой погоды и неудачного исполнения учений Ким Ир Сена. Но при этом ситуация, по мнению пропаганды, в самой Корее намного лучше, чем за её пределами. Это привело к тому, что население стало употреблять непитательную пищу и вредные продуктовые заменители.

## Пропагандистская деятельность
Каждый год государственный издательский дом выпускает несколько карикатур, называемые в КНДР «кыримчхэк» (그림책), многие из которых переправляются контрабандой через Китай, а некоторые иногда попадают в университетские библиотеки США. Книги прославляют идеи Чучхе вечного президента КНДР товарища Ким Ир Сена, что является основным принципом самодоверия государства. Заговоры изображаются как подготовка коварных планов капиталистов из США и Японии против Кореи.
Пропаганда в КНДР в основном контролируется из Пхеньяна и Агитационного департамента Трудовой партии Кореи.

### Плакаты
Плакаты изображают правильные действия во всех случаях жизни, вплоть до ношения соответствующей одежды.

### Искусство
Изобразительное искусство часто использует милитаристские темы.
«Цветочница» — революционная опера, написанная, как утверждают, самим Ким Ир Сеном, которая была экранизирована и стала одной из наиболее популярных произведений в КНДР. Эта опера рассказывает о страданиях героини в период японской оккупации до тех пор, пока не вернулся её брат-партизан, чтобы отомстить хозяевам-угнетателям, где она обязуется оказывать ему поддержку в деле революции. Искусство основано на социалистическом реализме, который является официальной школой для художественного выражения и спроектирован под пропагандистские цели (в разногласиях с Карлом Марксом, Фридрихом Энгельсом и даже Львом Троцким, которые имели более свободные взгляды на искусство и культуру).

#### Музыка
У каждого вождя страны есть посвящённые ему гимны, которые служат как главные мелодии, постоянно передающиеся государственными СМИ:
- «Песня о полководце Ким Ир Сене» (в честь Ким Ир Сена)
- «Песня о полководце Ким Чен Ире» и «Нет Родины без тебя» (в честь Ким Чен Ира)
- «Вперёд к победе» (в честь Ким Чен Ына)

#### Кинематограф
Правительство КНДР полностью контролирует кинематограф в стране, который производит фильмы, восхваляющие жизнь в КНДР и обличающие злодеяния западных империалистов. Кинематограф КНДР находится под управлением Пхеньянского университета кинематографии и драматического искусства. Ким Чен Ир был самопровозглашённым гением фильма. Ходили слухи, что он владеет более чем 20 000 DVD-дисков, которые находились в его личной коллекции. Ким Чен Ир полагал, что кинематограф — один из главных видов искусства. Внутри страны эти фильмы получали хорошие рецензии, хотя международные критики отзывались о них как о пропаганде, из-за неправдоподобного показа жизни в КНДР. Ключевой ролью для северокорейских фильмов является поддержание на экране роли массовки. В последнее время увеличилось количество анимационных фильмов. Анимационные фильмы содержат в себе политические и военные посылы для молодёжи КНДР.

## Социальные сети
В 2010 году КНДР начала проявлять себя в социальных сетях и на медиа-рынке, запустив свой собственный сайт «Ури минджок кири», а также создав страницы на Facebook и Flickr, канал на YouTube, аккаунт на Twitter. Картинки профилей во всех соцсетях: «Мемориальная башня трёх хартий за национальное объединение» — 30-метровый памятник в Пхеньяне, который отражает «сильную волю 70 миллионов корейцев достичь воссоединения страны совместными усилиями» (по данным ЦТАК).
Uriminzokkiri
Facebook
YouTube
Twitter
Flickr